# Championnats du monde de cyclisme sur route 2016
Navigation
Richmond 2015 Bergen 2017

L'archipel d'îles artificielles The Pearl à Doha accueille le circuit final des courses en ligne.

Les Championnats du monde de cyclisme sur route 2016 se déroulent du 9 au 16 octobre 2016, à Doha, au Qatar. C'est la première fois que le Moyen-Orient accueille les championnats du monde sur route ; la dernière ville asiatique à les avoir accueillis est Utsunomiya (Japon) en 1990.
Les championnats ont été déplacés du traditionnel mois de septembre au mois d'octobre pour éviter le climat chaud et les conditions de vents extrêmes. L'UCI a mis en place un manuel destiné aux coureurs pour leur apprendre à mieux appréhender la chaleur. L'événement consiste en une course en ligne, un contre-la-montre par équipes et un contre-la-montre individuel pour les hommes et femmes élites et une course en ligne et un contre-la-montre individuel pour les hommes de moins de 23 ans, les hommes juniors et les femmes juniors (moins de 19 ans).

## Candidatures
Le Qatar est annoncé comme l'hôte de ces championnats lors des mondiaux sur route 2012 aux Pays-Bas,,. La Norvège qui était également candidate, s'est vu attribuer par la suite les mondiaux 2017.

## Parcours
Le parcours, totalement plat, est favorable aux sprinteurs et aux coureurs de classiques.
Les courses commencent et se terminent à Doha, la capitale du pays, qui sert également de base de départ pour le Tour du Qatar. Les plans initiaux étaient d'avoir un contre-la-montre disputé sur un circuit plat de 10 kilomètres à parcourir à quatre reprises pour les hommes et un circuit plat d'environ 15 km pour la course en ligne. Cependant, Philippe Chevallier, directeur du département sportif de l'Union cycliste internationale (UCI) déclare en juin 2013 que les parcours ne répondent pas aux exigences d'un championnat du monde et qu'il a été décidé de construire un parcours vallonné, conçu spécialement pour l'occasion, comme cela avait été fait pour les Jeux olympiques d'été de 1980. Malgré cela, en février 2014, le Cheikh Khalid Bin Ali Al Thani, le président de la Fédération cycliste du Qatar, déclare que les organisateurs ne sont pas en mesure de créer un parcours spécialement conçu pour les championnats du monde en raison d'un manque de temps.
Le parcours pour les courses en ligne est présenté en février 2015. Il est constitué d'une boucle de 80 kilomètres à travers le désert et d'un circuit final dans le centre-ville de Doha, dont 1200 mètres de pavés. Le circuit final de 15,3 kilomètres sur The Pearl est utilisé pour une étape du Tour du Qatar 2016 chez les hommes. Les coureurs ont noté que le parcours est très technique, passant par 24 ronds-points, et le vainqueur de l'étape Alexander Kristoff le compare à un critérium. Toutefois, il est également noté l'absence de longues sections de routes rectilignes, ce qui signifie que l'effet des vents latéraux qui se produisent fréquemment au Qatar serait considérablement diminué, réduisant de ce fait l'imprévisibilité de la course.
Par la suite en août 2016, l'UCI annonce avoir modifié le parcours. Le nombre de kilométrage dans le désert est augmenté à 151 kilomètres, réduisant le nombre de tours du circuit final de onze à sept. Le début de la course masculine est également déplacé vers l'Aspire Zone, avec un parcours qui se dirige vers le nord en direction de Al-Khor puis revient à Doha. Les féminines s'élancent quant à elles depuis la Fondation du Qatar et terminent avec sept tours du circuit pour une distance totale de 134,5 kilomètres.

## Programme
Les horaires sont basés sur l'Arabia Standard Time (UTC+03:00),.
| 9 octobre                   | 14 h 10         | 15 h 15         | Par équipes UCI femmes | 40 km           | 40 km   |       |       |       |       |
| 9 octobre                   | 15 h 20         | 16 h 40         | Par équipes UCI hommes | 40 km           | 40 km   |       |       |       |       |
| Contre-la-montre individuel |                 |                 |                        |                 |         |       |       |       |       |
| 10 octobre                  | 09 h 30         | 10 h 40         | Junior femmes          | 13,7 km         | 13,7 km |       |       |       |       |
| 10 octobre                  | 11 h 30         | 15 h 50         | Moins de 23 ans hommes | 28,9 km         | 28,9 km |       |       |       |       |
| 11 octobre                  | 09 h 00         | 12 h 30         | Junior hommes          | 28,9 km         | 28,9 km |       |       |       |       |
| 11 octobre                  | 13 h 30         | 16 h 45         | Élite femmes           | 28,9 km         | 28,9 km |       |       |       |       |
| 12 octobre                  | 13 h 45         | 16 h 05         | Élite hommes           | 40,0 km         | 40,0 km |       |       |       |       |
| Course en ligne             | Course en ligne | Course en ligne | Course en ligne        | Course en ligne | Tours   | Tours | Tours | Tours | Tours |
| 13 octobre                  | 12 h 00         | 15 h 55         | Moins de 23 ans hommes | 166 km          | 10      |       |       |       |       |
| 14 octobre                  | 08 h 30         | 10 h 30         | Junior femmes          | 74,5 km         | 4       |       |       |       |       |
| 14 octobre                  | 13 h 15         | 16 h 30         | Junior hommes          | 135,5 km        | 8       |       |       |       |       |
| 15 octobre                  | 12 h 45         | 16 h 20         | Élite femmes           | 134,5 km        | 7       |       |       |       |       |
| 16 octobre                  | 10 h 30         | 16 h 35         | Élite hommes           | 257,5 km        | 7       |       |       |       |       |

## Menace de boycott des équipes WorldTour de l'épreuve par équipes
En août 2016, l'AIGCP approuve une motion informant le boycott du contre-la-montre par équipes masculin de l'ensemble des équipes WorldTour, en raison de désaccords financiers entre l'Union Cycliste internationale et les équipes.
L'UCI insiste pour que les WorldTeams participent à l'événement en tant que condition de l'octroi d'une licence WorldTour, sans fournir d'indemnité de participation, tout comme c'est le cas avec les autres épreuves de l'UCI World Tour. Il est également rapporté que les équipes continentales professionnelles participant à l'Assemblée générale de l'AIGCP ont appuyé la motion. L'UCI a exprimé sa déception avec le mouvement et a déclaré qu'elle « continue à attendre une excellente participation aux championnats du monde du contre-la-montre par équipes de cette année ».
Le 13 septembre 2016, l'UCI annonce avoir trouvé un accord avec l'AIGCP afin « d'assurer la participation d'un maximum d'équipes du WorldTour » à l'épreuve par équipes. Elle annonce notamment qu'aucun point UCI WorldTour ne sera attribué sur cette épreuve contrairement aux quatre années précédentes. Finalement 10 des 18 équipes World Tour font le déplacement.

## Qualifications
Le 15 mars 2016, l'Union Cycliste Internationale (UCI) a publié le système de qualification pour les différentes épreuves de ces championnats.

## Podiums

### Épreuves masculines
| Épreuves                                             | Or | Or | Or              | Argent | Argent | Argent  | Bronze | Bronze | Bronze        |
| ---------------------------------------------------- | --- | -- | --------------- | --- | ------ | ------- | --- | ------ | ------------- |
| Élites                                               | |    |                 | |        |         | |        |               |
| Course en ligne Résultats détaillés                  | Peter Sagan | en | 5 h 40 min 43 s | Mark Cavendish | +      | 0 s     | Tom Boonen | +      | 0 s           |
| Contre-la-montre Résultats détaillés                 | Tony Martin | en | 44 min 42 s 99  | Vasil Kiryienka | +      | 45 s 05 | Jonathan Castroviejo | +      | 1 min 10 s 91 |
| Contre-la-montre par équipes UCI Résultats détaillés | Etixx-Quick Step | en | 42 min 32 s 00  | BMC Racing | +      | 11 s 69 | Orica-BikeExchange | +      | 37 s 12       |
| Contre-la-montre par équipes UCI Résultats détaillés | Bob Jungels (LUX) Marcel Kittel (GER) Yves Lampaert (BEL) Tony Martin (GER) Niki Terpstra (NED) Julien Vermote (BEL) | en | 42 min 32 s 00  | Rohan Dennis (AUS) Stefan Küng (SUI) Daniel Oss (ITA) Taylor Phinney (USA) Manuel Quinziato (ITA) Joey Rosskopf (USA) | +      | 11 s 69 | Luke Durbridge (AUS) Alex Edmondson (AUS) Michael Hepburn (AUS) Daryl Impey (RSA) Michael Matthews (AUS) Svein Tuft (CAN) | +      | 37 s 12       |
| Moins de 23 ans                                      | |    |                 | |        |         | |        |               |
| Course en ligne Résultats détaillés                  | Kristoffer Halvorsen                                                                                                 | en | 3 h 40 min 53 s | Pascal Ackermann | +      | 0 s     | Jakub Mareczko | +      | 0 s           |
| Contre-la-montre Résultats détaillés                 | Marco Mathis | en | 34 min 8 s 09   | Maximilian Schachmann                                                                                                 | +      | 18 s 63 | Miles Scotson | +      | 37 s 98       |
| Juniors                                              | |    |                 | |        |         | |        |               |
| Course en ligne Résultats détaillés                  | Jakob Egholm | en | 2 h 58 min 19 s | Niklas Märkl | +      | 7 s     | Reto Müller | +      | 7 s           |
| Contre-la-montre Résultats détaillés                 | Brandon McNulty | en | 34 min 42 s 29  | Mikkel Bjerg | +      | 35 s 18 | Ian Garrison | +      | 53 s 08       |

### Épreuves féminines
| Épreuves                                             | Or | Or | Or              | Argent | Argent | Argent  | Bronze | Bronze | Bronze        |
| ---------------------------------------------------- | --- | -- | --------------- | --- | ------ | ------- | --- | ------ | ------------- |
| Élites                                               | |    |                 | |        |         | |        |               |
| Course en ligne Résultats détaillés                  | Amalie Dideriksen | en | 3 h 10 min 27 s | Kirsten Wild | +      | 0 s     | Lotta Lepistö | +      | 0 s           |
| Contre-la-montre Résultats détaillés                 | Amber Neben | en | 36 min 37 s 04  | Ellen Van Dijk | +      | 5 s 99  | Katrin Garfoot | +      | 8 s 32        |
| Contre-la-montre par équipes UCI Résultats détaillés | Boels Dolmans | en | 48 min 41 s 62  | Canyon-SRAM Racing | +      | 48 s 24 | Cervélo Bigla | +      | 1 min 56 s 47 |
| Contre-la-montre par équipes UCI Résultats détaillés | Chantal Blaak (NED) Karol-Ann Canuel (CAN) Lizzie Deignan (GBR) Christine Majerus (LUX) Evelyn Stevens (USA) Ellen van Dijk (NED) | en | 48 min 41 s 62  | Alena Amialiusik (BLR) Hannah Barnes (GBR) Lisa Brennauer (GER) Elena Cecchini (ITA) Mieke Kröger (GER) Trixi Worrack (GER) | +      | 48 s 24 | Ciara Horne (GBR) Lisa Klein (GER) Lotta Lepistö (FIN) Ashleigh Moolman (RSA) Joëlle Numainville (CAN) Stephanie Pohl (GER) | +      | 1 min 56 s 47 |
| Juniors                                              | |    |                 | |        |         | |        |               |
| Course en ligne Résultats détaillés                  | Elisa Balsamo | en | 1 h 53 min 04 s | Skylar Schneider | +      | 0 s     | Susanne Andersen | +      | 0 s           |
| Contre-la-montre Résultats détaillés                 | Karlijn Swinkels | en | 18 min 21 s 77  | Lisa Morzenti | +      | 7 s 35  | Juliette Labous | +      | 21 s 35       |

## Tableau des médailles
| Rang  | Nation      | Or | Argent | Bronze | Total |
| ----- | ----------- | -- | ------ | ------ | ----- |
| 1     | Allemagne   | 2  | 3      | 0      | 5     |
| 2     | États-Unis  | 2  | 1      | 1      | 4     |
| 3     | Danemark    | 2  | 1      | 0      | 3     |
| 4     | Pays-Bas    | 1  | 2      | 0      | 3     |
| 5     | Italie      | 1  | 1      | 1      | 3     |
| 6     | Norvège     | 1  | 0      | 1      | 2     |
| 7     | Slovaquie   | 1  | 0      | 0      | 1     |
| 8     | Biélorussie | 0  | 1      | 0      | 1     |
| 8     | Royaume-Uni | 0  | 1      | 0      | 1     |
| 10    | Australie   | 0  | 0      | 2      | 2     |
| 11    | Suisse      | 0  | 0      | 1      | 1     |
| 11    | Belgique    | 0  | 0      | 1      | 1     |
| 11    | Espagne     | 0  | 0      | 1      | 1     |
| 11    | Finlande    | 0  | 0      | 1      | 1     |
| 11    | France      | 0  | 0      | 1      | 1     |
| Total | Total       | 10 | 10     | 10     | 30    |

Note : Les médailles des épreuves de contre-la-montre par équipes de marques, récompensant au sein de chaque équipe des coureurs et coureuses de différentes nationalités, ne sont pas comptabilisées dans ce tableau

## Diffuseurs
| - Allemagne : Eurosport 1 - Autriche : ORF, SBS - Belgique : Canvas, Één, RTBF La Deux - Bosnie : Sport Klub - Brésil : SportTV - Brunei : Astro SuperSport - Canada : RDS, Sportsnet - Chine : LeSports - Croatie : Sport Klub - Danemark : TV 2 Sport, Internet : play.tv2.dk - Estonie : Viasat Sport Baltics (en) - États-Unis : Universal HD, Internet : liveextra.nbcsports.com - Finlande : Viasat Sport Baltics (en) - France : France 3, BeIN Sports - Hongrie : Sport1, Sport2 | - Inde : Sony SIX - Irlande : Eurosport - Israël : Sport 2 - Italie : Rai Sport 1 - Japon : Speed - Kosovo : Sport Klub - Lettonie : Viasat Sport Baltics (en) - Lituanie : Viasat Sport Baltics (en) - Macédoine : Sport Klub - Malaisie : ASTRO - Monténégro : Sport Klub - Moyen-Orient et Afrique du Nord : beIN Sports - Norvège : Viasat Sport Baltics (en) - Nouvelle-Zélande : Sky New Zealand | - PAN Afrique : SuperSport - PAN Amérique du Sud : DirecTV - Pays-Bas : NPO 1 - Portugal : RTP 2, Internet : RTP Play - République tchèque : ČT Sport - Royaume-Uni : BBC Television, Eurosport - Serbie : Sport Klub - Slovaquie : Dvojka - Slovénie : Sport Klub - Suède : TV3 Sport, TV10 - Suisse : RSI La 2, RTS Deux, SRF Zwei - Turquie : NTV Spor - Monde : UCI.tv.ch Sources |